# Ronald Rawson
Ronald Rawson, född 17 juni 1892 i Kensington, död 30 mars 1952 i Kensington, var en brittisk boxare.
Rawson blev olympisk mästare i tungvikt i boxning vid sommarspelen 1920 i Antwerpen.